# Juan Luis Abad Cellini
Juan Luis Abad Cellini (Gerona, 31 de mayo de 1948-Madrid, 12 de junio de 2012) fue un militar español,
teniente general del Ejército del Aíre, piloto de transporte y piloto de caza y ataque. Desde diciembre de 2010, Jefe del Mando Aéreo de Combate y Comandante del Centro de Operaciones Aéreas Combinadas número 8 de la Organización del Tratado del Atlántico Norte (OTAN).
Estuvo destinado en el Cuartel General de la Región Sur de la OTAN, en el Ala 14 y en la Base Aérea de Los Llanos (Albacete), de las cuales fue jefe, y en el Mando de Apoyo Logístico. Fue subdirector de Investigación y Programas Especiales y de Gestión de Programas de la Dirección de Sistemas de Apoyo Logístico del Ejército del Aire, unidad en la que posteriormente ocupó la dirección. Fue jefe de la Secretaría General del Estado Mayor del Ejército del Aire y segundo jefe del Estado Mayor del Ejército del Aire, y hasta diciembre de 2010 fue asesor de la Subsecretaría de Defensa.